# Patrick Wolrige-Gordon
Pour les articles homonymes, voir Gordon.
Patrick Wolrige-Gordon (10 août 1935 - 22 mai 2002), également orthographié Wolridge-Gordon, est un homme politique du Parti conservateur et unioniste écossais.

## Biographie
Il est l'un des fils jumeaux du capitaine Robert Wolrige-Gordon, MC et de son épouse Joan Walter, la fille de Dame Flora MacLeod, le 28e chef du clan MacLeod. Il fait ses études au Collège d'Eton et au New College d'Oxford et sert comme lieutenant dans les Argyll et Sutherland Highlanders.

## Carrière
Patrick Wolrige-Gordon est élu député conservateur et unioniste d'East Aberdeenshire en novembre 1958 lors d'une élection partielle alors qu'il est encore étudiant. Il est à l'époque le plus jeune député.
Il épouse Anne Howard, fille de Peter Howard, en 1962 et est impliqué par Howard dans le mouvement de réarmement moral (MRA) de Frank Buchman, qui attire beaucoup de commentaires négatifs. Il se brouille avec son association locale à ce sujet et est battu aux élections générales de février 1974 par le candidat du Parti national écossais Douglas Henderson.
Il est nommé livreur de la Worshipful Company of Wheelwrights en 1966.

## Famille
Wolrige-Gordon a un fils et deux filles. Son frère jumeau John (1935–2007) a changé son nom pour John MacLeod de MacLeod pour prendre le rôle de 29e chef du Clan, qu'il a hérité de leur grand-mère.